# لاریسا شمایلو
لاریسا شمایلو (متولد ۱۹۵۶ در بروکلین، نیویورک، ایالات متحده) شاعر، مترجم، رمان‌نویس، سردبیر و منتقد آمریکایی است. او به دلیل ترجمه‌های ادبی خود از روسی به انگلیسی، به ویژه ترجمه "  پیروزی بر خورشید" و گلچینی، شعر روسی قرن بیست و یکم شناخته شده‌است.
شمایلو یک تجربه‌گرا و یک نوصورت گرا به‌شمار می‌آید، و همچنین به عنوان یک هنرمند کلمه معنایی هنرمند می‌شناسند. او نخستین اپرا آینده‌نگر، «پیروزی بر خورشید» را در بیست و دو سالگی ترجمه کرد، اما فعالیت ادبیات خود را با جدیت در سال ۱۹۹۳ در صحنه‌های آزاد شعر شهر نیویورک به عنوان مجری خواندن شعرهای کوتاه آغاز کرد. وی از آنجا تا شناخته شدن به عنوان شاعر، مترجم، رمان‌نویس، مردم‌شناس، ویراستار و منتقد در روسیه، هند و سراسر ایالات متحده پیش رفت.

## آثار ادبی

### پیروزی بر خورشید
شمایلو مترجم اصلی انگلیسی «پیروزی بر خورشید» بود که توسط آلکسی کراچنخ برای موزه هنری کانتی لس آنجلس برای گرامیداشت باز ازی اولین قطعه اپرا و اجرا آینده‌نگر در سال ۱۹۸۰ می‌باشد. این ترجمه علاوه بر این برای تولید در موزه هنرهای معاصر گاراژ، آکادمی هنرهای زیبا بروکلین، موزه تاریخ طبیعی آمریکا، اسمیتسونیان، آکادمی موسیقی بروکلین و تئاترها و دانشگاه‌های سراسر جهان مورد استفاده قرار گرفت. در سال ۲۰۱۵، آن را در کافه خیابان کرنلیا با شاعر-بازیگر باب هولمن در نقش مسافر زمان نمایش داده شد و بخشی از موزه گاراژ در سال ۲۰۱۴ از هنر نمایشی روسیه بود. این اپرا با استراحت کامل و کامل با مجموعه‌های دیجیتال و موسیقی سنتز شده در دانشگاه بوستون در ۲۳ آوریل ۲۰۱۵، استراحت کامل دریافت کرد.

### کتاب‌های شعر و سی دی
مجموعه‌های شعر شمایلو عبارتند از کشور مدوسا (MadHat Press 2017)، #کارکتر خاص (کتاب‌های غیر محتمل ۲۰۱۴)، در پران (BlazeVOX [کتاب] 2009) و نمایهٔ درمانی برای خودکشی (áervená Barva Press 2006) and دنباله فیبوناچی (Argotist Ebooks 2011) سی دی‌های شعر او دنیای بدون خلوص (۲۰۰۶) و جن‌گیری (۲۰۰۹) است.

### شعر بیست و یک قرن روسیه
شمایلو ویرایشگر گلچین رایگان آنلاین شعرهای فوق مدرن روسی «شعر قرن بیست و یک روسی» است. این گلچین، که در سال ۲۰۱۳ در شعر آنلاین omnibus Big Bridge ظاهر شد، از طریق رسانه‌های اجتماعی و نامه الکترونیکی در سطح بین‌المللی منتشر شده‌است.

### رمان زنان بیمار
نخستین رمان شمایلو با نام «یک مسابقه کشتی وحشیانه و صادقانه با حقیقت گویی و رابطه جنسی» و «بهترین کتاب … دربارهٔ این دوره از زندگی در نیویورک سیتی از زمان که پتی اسمیت بچه بود»، در ژوئیه سال ۲۰۱۵ توسط انتشارات بلیز وکس منتشر شد. این کار یک برساختگی نیمه اتوبیوگرافی در مورد اعتیاد و مصرف مواد در دوران ووداستاک و سنگ پانک و اوایل ایدز است و شخصیتی برجسته ترجنسی دارد. فصل‌ها با روسپیگری، زنای با محارم و هولوکاست سروکار دارند.

### بانگ شیطنت
سلیگ بانگ یک رمان علمی تخیلی غیر خطی است، از جمله نثر و شعر، که گویای تغییرات شمایلو است، نقدهای متفاوتی بر این اثر شده‌است

### مجلات
شمایلو است در مجلات ادبی منتشر شده‌است از جمله بروکلین راه‌آهن، تکیه گاه، پر، مجله مطالعات فمینیستی در دین، شایع، سن پترزبورگ نقد و بررسی، نوع تصویر عجیب، خیابان بارو، مستی قایق، تکیه گاه، مجله شعر پژوهی و بسیاری دیگر نوشته‌هایی دارد.

### نقدها
شمایلو بر روی نوشته‌های دانیل خرمس، باب هولمن، آنی فینچ، الاین اکوی، فیلیپ نیکلایف و سایر شاعران و نویسندگان برای ژورنال تحقیقات شاعرانه ، راه‌آهن بروکلین و ژاکت نوشت .

### ترجمه‌ها
شمایلو مترجم کتاب مقدس روسی برای انجمن کتاب مقدس آمریکا بوده‌است.

## فعالیت

### HOWL (لیگ جهانی مخالفت انسانی)
شمایلو با استیو آلیس ازبنیان‌گذاران HOWL، یک مجموعه بین‌المللی ضدفاشیستی از هنرمندان و دانشمندان باست. شمایلو مانیفست را برای این گروه نوشت و به عنوان ویراستار انتشارات HOWL فعالیت می‌کند. این مجموعه در روز انتخابات، ۲۰۱۶ تأسیس شد.

## زندگی شخصی
شمایلو دختر سینایدا و نیکولای شمایلو است که در سال ۱۹۵۰ از طریق اوکراین به آمریکا مهاجرت کردند. این مهاجرت پس از دوره گزارندن در اردوگاه‌های آواره‌های جنگ جهانی دوم و اردوگاه کار اجباری میتلبباو-دورا (دورا نوردهاوزن)بود. شمایلو تجربه والدین خود را در شعر خود با عنوان «چگونه خانواده من در اردوگاه‌ها زنده مانده‌اند» و به شکل داستانی در رمانش «زنان بیمار» ثبت کرده‌است.
شمایلو در دبیرستان کالج هانتر نیویورک، دانشکده آمریکایی در سوئیس و کالج بارنارد (۱۹۷۹) تحصیل کرد، اگرچه در قسمت‌های بیماری روانی و سوء مصرف مواد تحصیلات وی را قطع کرد. او در سال ۱۹۸۵ با استیون چارلز ورنر، که در ماه عسل شان غرق شد، ازدواج کرد، چنان‌که در شعر شمایلو «مرگ در دریا» نقل شده‌است. ازدواج‌های دوم و سوم او با هانس گلدفوس در سال ۱۹۸۸ و اریک یوست در سال ۲۰۰۰ با طلاق به پایان رسید.
شمایلو در مورد جریان زندگی خود با اختلال دو قطبی، اعتیاد متقابل و فحشا به ویژه در شعر "زندگی خودکار(autobio)"، رمان خود «زنان بیمار» ، و کتاب شعر خود کشور مدوسا، به‌طور گسترده‌ای نوشت.

## کتابشناسی - فهرست کتب
- Sly Bangبانگ شیطنت[۲۵]
- کشور مدوسا. MadHat Press (2017)[۹]
- Victory over the Sun توسط لاریسا شمایلو ترجمه و ویرایش و با مقدمه ای از یوجین اوستاشفسکی. áervená Barva Press (2014)[۲۶]
- زنان بیمار (2015)[۲۷]
- در پران BlazeVox Books (2009)
- msgstr «# خصوصیات». کتابهای بعید (۲۰۱۴)
- دنباله الیاف. کتابهای الکترونیکی Argotist (2011)
- درمانی برای خودکشی. سرونا باروا پرس (۲۰۰۶)
- شعر بیست و یک قرن روس چاپ. Larissa Shmailo (2013)[۲۸]
- مانیفست لیگ مخالف علوم انسانی

## ترجمه به فارسی
محمد مستقیمی شاعر و نویسنده ایرانی برخی از اشعار وی را به فارسی ترجمه کرده‌است.